# Nissewaard
Krimpenerwaard – gmina w prowincji Holandia Południowa, która została utworzona 1 stycznia 2015 roku z gmin Bernisse i Spijkenisse.

## Miejscowości
Abbenbroek, Biert, Geervliet, Heenvliet, Hekelingen, Oudenhoorn, Simonshaven, Spijkenisse, Tweede Vlotbrug, i  Zuidland